# Євгенія Гранде (фільм, 1960)
«Євгенія Гранде» — радянський драматичний фільм 1960 року. За однойменним романом Оноре де Бальзака.

## Сюжет
Події фільму розгортаються у французькій провінції XIX століття. Голова заможної родини — Фелікс Гранде, скнара і деспот, таємно збирає гроші, ні на кого не витрачає, економить на всьому. Дружина Гранде страждає, вона слабка жінка, не сміє заперечувати чоловікові. Красива дочка — Євгенія Гранде, знайомиться зі своїм кузеном Шарлем, який приїхав з Парижа. Між ними виникає любов, Шарль називає Євгенію своєю дружиною, але змушений виїхати за кордон. Євгенія обіцяє чекати на нього. Минають роки, помирає мати Євгенії, потім батько. Вона стає спадкоємицею величезного стану. Одного разу Євгенія дізнається, що Шарль повернувся до Франції, але збирається одружитися з іншою…

## У ролях
- Семен Межинський — Гранде
- Євдокія Турчанінова — пані Гранде
- Аріадна Шенгелая — Євгенія
- Михайло Козаков — Шарль
- Олександр Грузинський — нотаріус Крюшо
- Євген Веліхов — де Бонфон
- Володимир Владиславський — абат
- Віктор Хохряков — де Грассе
- Ірина Ликсо — пані де Грассе
- Микита Подгорний — Адольф де Грассе
- Тетяна Панкова — Нінетта
- Володимир Вілль — Корнуайє
- Петро Старковський — доктор
- Євген Моргунов — бондар (немає в титрах)

## Знімальна група
- Сценарій і постановка:  Сергія Алексєєва
- Оператор:  Віктор Домбровський
- Художник:  Артур Бергер
- Композитор:  Володимир Юровський
- Звукооператор:  Веніамін Кіршенбаум